# Escalier des Gémonies
L'escalier des Gémonies (en latin scalae Gemoniae) est un ancien escalier, dans la Rome impériale, où les corps des suppliciés étaient exposés publiquement avant d’être jetés dans le Tibre.

## Topographie
Cet escalier est cité par plusieurs auteurs latins à partir de Tibère, entre autres Valère Maxime, Suétone et Tacite. Il n'est pas localisé avec précision. Il se trouvait probablement au-dessous de la prison du Tullianum, dans le secteur de l'actuelle via di San Pietro in Carcere, au pied du Capitole.

## Expression, étymologie
On trouve là l'origine de l'expression « vouer aux gémonies », qui signifie vouer au mépris public. Le mot « Gemoniae » était associé pour le sens à la forme verbale gemo qui signifie « je gémis », mais dérive plus probablement du nom propre Gemonius, bien que l’on ignore pourquoi ce nom a été attribué à l’escalier.